# Playland (Film)
Playland ist ein Film von Georden West, der Anfang Februar 2023 beim Internationalen Film Festival Rotterdam seine Premiere feierte.

## Das Playland Café

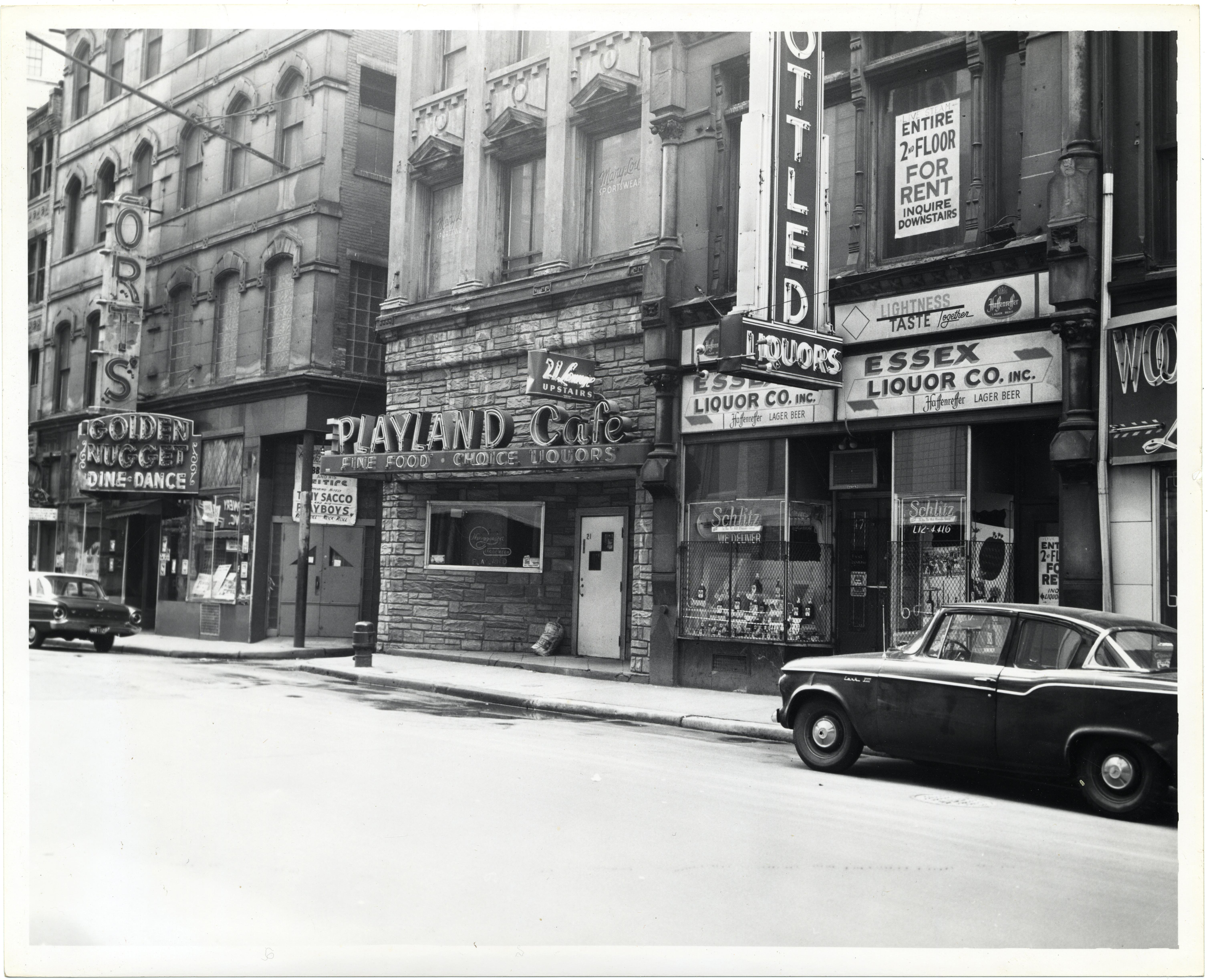
Das Playland Café war die älteste Schwulenbar in Boston

Das Playland Café in der Essex Street 21 in Boston in Massachusetts war Bostons älteste Schwulenbar. Es befand sich in der sogenannten „Combat Zone“, dem Vergnügungsviertel für Erwachsene in Boston, das heute Downtown Crossing genannt wird. In diesem Viertel fanden sich Pornokinos, Stripclubs und andere Lokale. Bei seiner Eröffnung im Jahr 1937 wurde das Playland Café noch nicht als Schwulenbar bezeichnet, erlangte aber schnell diesen Ruf. In der Essex Street 21 befindet sich heute ein Parkhaus.

## Produktion

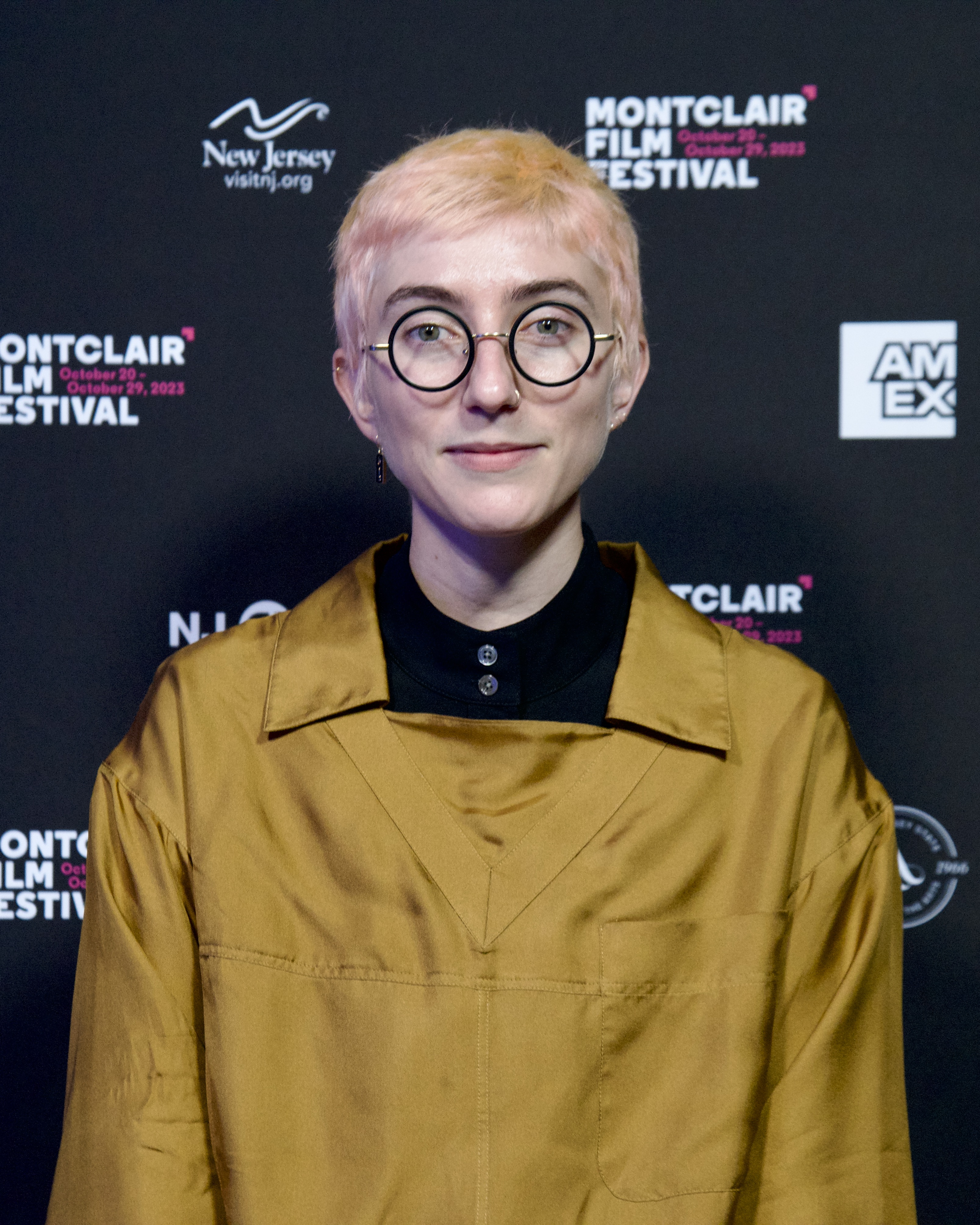
Regisseurin Georden West

Regie führte Georden West, die auch das Drehbuch schrieb. Sie wurde vom Filmmaker-Magazine zu einem der „25 New Faces of Independent Film“ bestimmt, war ab 2021 Fine Arts Work Center Visual Arts Fellow und ist Absolvent der Zurich Film Festival Academy 2022. Ihre Abschlussarbeit, der Kurzfilm Patron Saint, stellte West im Dezember 2018 fertig und zeigte ihn erstmals im Juli 2019 beim Outfest Los Angeles. Sie wurde für den Film im Rahmen der Verleihung der Student Academy Awards 2019 in der Kategorie Alternative/Experimental mit Gold ausgezeichnet.
Nach dem Zweiten Weltkrieg habe sich das Militär in den USA Sorgen gemacht, die Soldaten könnten in Schwulenbars gehen, und ihnen dies verboten, so Joan Ilacqua von The History Project, der mit der Regisseurin zusammenarbeitete. Daher recherchierten sie eine Liste mit allen Bars in Boston, die von diesem Verbot betroffen waren. Das Playland Café war eine dieser Bars. West, die selbst dort verkehrte, sagte zu dessen Schließung: „Wir haben so viele Räume verloren. Und das nicht nur in Boston, sondern in den gesamten Vereinigten Staaten.“ Das Playland Café sei ein Juwel des queeren Lebens in den 1900er Jahren gewesen. Vor allem sei es im Gegensatz zu vielen Bars in der Gegend, die stärker geschlechtsspezifisch getrennt waren, diverser und offener gewesen. West gestaltete die im und um das Playland Café angesiedelte Geschichte in ihrem Film mit vielen Freiheiten. Insofern handelt es sich bei Playland nicht um einen Historienfilm.
In den Hauptrollen sind die Dragqueen The Lady Bunny und Aidan Dick als ältere und jüngere Sunday und Danielle Cooper als Lady zu sehen.
Die Premiere des Films erfolgte am 2. Februar 2023 beim Internationalen Film Festival Rotterdam, wo er im Tiger Competition gezeigt wurde. Im Juni 2023 wurde er beim Tribeca Film Festival, bei Frameline47 und beim Provincetown International Film Festival gezeigt. Im Juli 2023 wurde er beim Outfest Los Angeles LGBTQ+ Film Festival vorgestellt. Im Februar 2024 wird Playland beim Queer Screen Mardi Gras Film Festival in Sydney gezeigt.

## Auszeichnungen
International Film Festival Rotterdam 2023
- Nominierung im Tiger Competition[4]

Montclair Film Festival 2023
- Auszeichnung mit dem Special Jury Prize for Daring Visual Splendor
- Nominierung im Future/Now Competition[9][10]